# كيسوكي ناكاغاوا
كيسوكي ناكاغاوا (باليابانية: 中川 圭介) (مواليد 29 مايو 1975)، هو لاعب كرة قدم سابق كان يلعب كمدافع.